# Gran Premi Palio del Recioto
El Gran Premi Palio del Recioto és una cursa ciclista italiana que es disputa pels voltants de la vila de Valpolicella, al Vèneto, Itàlia. La primera edició de la cursa es disputà el 1961 i actualment forma part del calendari de l'UCI Europa Tour, amb una categoria 1.2U. Les edicions del 2020 i 2021 foren cancel·lades per culpa de la pandèmia de COVID-19. Alessandro Bertolini, amb dues victòries, és el ciclista que més vegades ha guanyat la cursa.

## Palmarès
| Any       | Vencedor             | Segon                 | Tercer                 |
| --------- | -------------------- | --------------------- | ---------------------- |
| 1961      | Giovanni Cordioli    | Benito Sperandio      | Ignazio Santin         |
| 1963      | Giorgio Cordioli     | Flaviano Vicentini    | Luciano Soave          |
| 1964      | Licio Franceschini   | Antonio Caniel        | Vincenzo Mantovani     |
| 1965      | Franco Mori          | Giampaolo Bolzacchini | Renzo Ferrari          |
| 1966      | Renzo Ferrari        | Gastone Corradini     | Luciano Soave          |
| 1967      | Pierfranco Vianelli  | Livio Filippi         | Gastone Corradini      |
| 1968      | Enzo Brentegani      | Pietro Mingardi       | Franco Baroni          |
| 1969      | Lino Vidotto         | Pietro Turchetti      | Franco Ongarato        |
| 1970      | Francesco Moser      | Giuliano Cuccato      | Giovanni Dalla Bona    |
| 1971      | Giovanni Battaglin   | Armando Lora          | Mario Da Ros           |
| 1972      | Pietro Mingardi      | Alessio Antonini      | Luciano Rossignoli     |
| 1973      | Mario Da Ros         | Luciano Rossignoli    | Bruno Giacomini        |
| 1974      | Leone Pizzini        | Adriano Polinari      | Giuliano Cazzolato     |
| 1975      | Roberto Visentini    | Ivo Gobbi             | Antonio Gobbi          |
| 1976      | Ivan Butti           | Damiano Marcoli       | Alberto Coppi          |
| 1977      | Antonio Leali        | Lucio Forasacco       | Flavio Verdolia        |
| 1978      | George Mount         | Krzysztof Suika       | Alessandro Pozzi       |
| 1979      | Giovanni Zola        | Richtinn Eolex        | Gualtiero Perusi       |
| 1980      | Enzo Serpelloni      | Morten Sæther         | Vinicio Coppi          |
| 1981      | Morten Sæther        | Ennio Salvador        | Roberto Bedin          |
| 1982      | Mario Condolo        | Ole Silaeth           | Morten Sæther          |
| 1983      | Ezio Moroni          | Jørgen Vagn Pedersen  | Claudio Bestetti       |
| 1984      | Fabrizio Vitali      | Marco Tabai           | David Maddalena        |
| 1985      | Stefan Brykt         | Giuliano dal Zovo     | Remo Cugole            |
| 1986      | Moravio Pianegonda   | Lars Wahlqvist        | Allen Andersson        |
| 1987      | Dmitri Kónixev       | Vassili Jdanov        | Djamolidín Abdujapàrov |
| 1988      | Jure Pavlič          | Adriano Amici         | Dario Bottaro          |
| 1989      | Lars Wahlqvist       | Daniele Ciarini       | Massimo Ghirardi       |
| 1990      | Dario Nicoletti      | Ilario Scremin        | Massimo Iannicello     |
| 1991      | Mariano Piccoli      | Davide Rebellin       | Gilberto Simoni        |
| 1992      | Alessandro Bertolini | Davide Rebellin       | Diego Pellegrini       |
| 1993      | Alessandro Bertolini | Cristiano Andreani    | Mauro Bettin           |
| 1994      | Gianluca Pianegonda  | Oscar Camenzind       | Paolo Savoldelli       |
| 1995      | Mirko Celestino      | Luigi Della Bianca    | Sergio Previtali       |
| 1996      | Stefano Faustini     | Enrico Brunetti       | Cristian Gasperoni     |
| 1997      | Oscar Mason          | Gianmario Ortensi     | Alberto Ongarato       |
| 1998      | Paolo Bossoni        | Denis Lunghi          | Ruggero Marzoli        |
| 1999      | Manuel Bortolotto    | Pavel Zerzan          | Ivan Basso             |
| 2000      | Fabian Cancellara    | Franco Pellizotti     | Pavel Zerzan           |
| 2001      | Iaroslav Popòvitx    | Damiano Cunego        | Ivan Fanfoni           |
| 2002      | Cristian Tosoni      | Daniele Pietropolli   | Mario Serpellini       |
| 2003      | Denís Kostyuk        | Aleksandr Bajenov     | Emanuele Sella         |
| 2004      | Tomaž Nose           | Janez Brajkovič       | Domenico Pozzovivo     |
| 2005      | Andrei Kunitski      | Miculà Dematteis      | Riccardo Riccò         |
| 2006      | Ermanno Capelli      | Jonas Aaen Jørgensen  | Marco Corti            |
| 2007      | Robert Kišerlovski   | Simon Clarke          | Ermanno Capelli        |
| 2008      | Gianluca Brambilla   | Emanuele Moschen      | Manuele Caddeo         |
| 2009      | Stefano Locatelli    | Iegor Silin           | Daniele Ratto          |
| 2010      | Blaž Furdi           | Enrico Battaglin      | Tomas Alberio          |
| 2011      | Georg Preidler       | Salvatore Puccio      | Stefano Locatelli      |
| 2012      | Francesco Bongiorno  | Davide Formolo        | Daniele Dall'Oste      |
| 2013      | Caleb Ewan           | Silvio Herklotz       | Luka Pibernik          |
| 2014      | Silvio Herklotz      | Robert Power          | Stefano Nardelli       |
| 2015      | Gianni Moscon        | Jack Haig             | Davide Gabburo         |
| 2016      | Ruben Guerreiro      | Michal Schlegel       | Amanuel Gebrezgabihier |
| 2017      | Neilson Powless      | Lucas Hamilton        | Massimo Rosa           |
| 2018      | Stefan de Bod        | Tadej Pogačar         | Andrea Bagioli         |
| 2019      | Matteo Sobrero       | Samuele Battistella   | Giovanni Aleotti       |
| 2020-2021 | suspesa              | suspesa               | suspesa                |
| 2022      | Romain Grégoire      | Edgar Andres Pinzon   | Johannes Staune-Mittet |
| 2023      | Tijmen Graat         | Giulio Pellizzari     | Alessandro Pinarello   |